# Фенолфталеин
Фенолфталеи́н (4,4'-диоксифталофенон или 3,3-бис-(4-гидроксифенил)фталид) — трифенилметановый краситель, кислотно-основный индикатор, изменяющий окраску от бесцветной (при pH < 8,2) до красно-фиолетовой, «малиновой» (в щелочной). При рН>12 индикатор опять обесцвечивается. 
Вещество представляет собой бесцветные или слегка желтоватые ромбовидные кристаллы, плохо растворимые в воде, но хорошо — в спирте и диэтиловом эфире. Фенолфталеин без заметного вкуса, но имеет специфический запах.

## Синтез
Синтезируется путём конденсации фенола и фталевого ангидрида при 105—110 °C в присутствии ZnCl2 или концентрированной серной кислоты.
|  |

## Химические свойства
При сплавлении фенолфталеина с NaOH образуется 4,4'-дигидроксибензофенон, при нагревании с конц. H2SO4 — фенол и 2-гидроксиантрахинон.

## Применение

### В качестве индикатора
Фенолфталеин меняет окраску в зависимости от уровня pH среды. Он способен существовать в нескольких формах, которые превращаются одна в другую при изменении кислотности.
| Форма         | H2In         | In                        | In2−                   | In(OH)3−       |
| Структура     |              |                           |                        |                |
| pH            | <-1          | 0-7                       | 8-10                   | 12-14          |
| Реакция среды | сильнокислая | слабокислая и нейтральная | щелочная               | сильнощелочная |
| Цвет          | Оранжевый    | Бесцветный                | Розовый или фуксиновый | Бесцветный     |
| Модель        |              |                           |                        |                |
| Изображение   |              |                           |                        |                |

Применяется в аналитической химии при титровании водных растворов (используют раствор в этаноле).

### Применение в медицине
До обнаружения определённых проканцерогенных свойств фенолфталеин более полутора веков использовался в медицине как слабительное средство (пурген), хотя обладает кумулятивными свойствами и может оказывать раздражающее действие на почки и сердце

## Мнемонические правила
Для запоминания цвета фенолфталеина в щелочной среде (в случае его применения в качестве индикатора) существуют мнемонические правила:

Фенолфталеиновый — в щелочах малиновый

Но несмотря на это в кислотах он без цвета.

Попасть в кислоту для других — неудача,

Но он перетерпит без вздохов, без плача.

Зато в щелочах у фенолфталеина

Настанет не жизнь, а сплошная малина!

Ярче цвета всех малин наш фенолфталеин!